# Crusader (lancha rápida)
El Crusader era una lancha británica ideada para batir récords de velocidad. Propulsada por un motor de reacción, fue pilotada por John Cobb, que en 1952 perdió la vida en un accidente con el Crusader mientras intentaba batir el récord mundial de velocidad. 

## Historia
El diseñador de vehículos para pruebas de velocidad, Reid Railton, asesor de Cobb, propuso la combinación de una forma del casco aerodinámicamente estable y de una propulsión consistente en un turborreactor. Un modelo a escala equipada con cohetes fue probado en Haslar. El diseño a tamaño completo fue realizado por Peter du Cane y construido por Vospers de Portsmouth. La asistencia técnica estuvo a cargo de Saunders-Roe y Vickers-Supermarine. El hidroplano costó 15.000 libras en 1949.

## Características
La embarcación era de color plateado y escarlata, y medía 10 m de largo.
El motor era un turborreactor centrífugo de Havilland Ghost 48, provisto como un préstamo por el Ministerio de Suministros a petición del Mayor Halford, diseñador del motor. El propulsor tenía una potencia nominal de 5000 libras de empuje, y era alimentado por dos tomas de aire situadas por delante de la cabina.
El casco tenía forma de trimarán, compuesto por una carena principal diseñada para planear y dos estabilizadores traseros más pequeños. La construcción fue realizada mediante una estructura de contrachapado y largueros de abedul. El casco estaba revestido con una capa de abedul cubierta de tela preparada con un refuerzo metálico para superficies planas. Se usó aluminio remachado de estilo aeronáutico para los voladizos de la sección en caja de las quillas laterales.
Se esperaba que el barco pudiera superar las 200 millas por hora (320 km/h).
El Crusader quedó destruido en un accidente sucedido el 29 de septiembre de 1952, en un intento de batir el récord mundial de velocidad en el Lago Ness, Escocia. El piloto, John Cobb, murió instantáneamente.
Cincuenta años después, el 5 de julio de 2002, el Proyecto Loch Ness descubrió los restos del Crusader a 200 m de profundidad.